# 長谷川唯
長谷川唯（日语：／ Hasegawa Yui，1997年1月29日—），日本足球運動員，日本國家女子足球隊成員。
2023年8月，被美國知名《新聞週刊（Newsweek）》日本版雜誌選為世界尊敬的百大日本人之一。

## 俱樂部生涯
2021年1月，長谷川唯離開了效力11年的球隊日視美人，轉會加盟意甲AC米蘭，在聯賽中出場9次射入3球。
2021年8月，西漢姆聯女足官方宣布長谷川唯轉會加盟球隊。
2022年9月，轉會曼城女足。

## 國家隊生涯
从2017年，她共为日本國家女子足球隊出场35次，打进6球。她也曾代表日本參加2018年亞足聯女子亞洲盃、2018年亞洲運動會足球比賽、2019年國際足協女子世界盃、2020年夏季奧林匹克運動會足球比賽、2022年亞足聯女子亞洲盃、2023年國際足協女子世界盃。

## 成績
| 日本國家女子足球隊 | 日本國家女子足球隊 | 日本國家女子足球隊 |
| 年                 | 出場               | 入球               |
| ------------------ | ------------------ | ------------------ |
| 2017               | 13                 | 2                  |
| 2018               | 17                 | 2                  |
| 2019               | 12                 | 4                  |
| 總和               | 42                 | 8                  |